# Тољен II
Тољен II је био српски кнез горњег Хума у првој половини 13. века.

## Биографија
Тољен II је био син Тољена I, сина Мирослава Завидовића, старијег брата Стефана Немање. Тољен I је управљао Хумом као кнез крајем 12. века. Након смрти Мирослава и Тољена, у Хумској земљи настају немири у којима се за власт боре двојица Тољенових стричева, Андрија и Петар. Не зна се под којим околностима је Тољен II дошао на власт. Стефан Првовенчани је Захумље доделио на управу своме сину Радославу који 1228. године постаје краљ. Тољен се као хумски кнез помиње 1237. године приликом продора угарског херцега Коломана у Босну и Хум. Напад Угара изазван је променом верске политике босанског бана Матеје Нинослава који прилази јеретицима. Коломан је, по наређењу папе и угарског краља, напао Босну, а продро је и у Хум којим је управљао Тољен, потомак кнеза Мирослава. Коломанов напад изазвао је реакцију српског краља Владислава и његов долазак на реку Цетину 1237. године где је склопио одбрамбени савез са Сплитом.